# Diecéze abrittumská
Diecéze Abrittum je titulární diecéze římskokatolické církve, založená ve 20. století a pojmenovaná po starověkém městě Abrittum v dnešním Bulharsku. Toto město se nacházelo v provincii Mesia Inferiore. Diecéze byla sufragannou arcidiecéze Marcianopolis.
V současnosti nemá svého titulárního biskupa.

## Titulární biskupové
| hodnost          | jméno                                | úřad                                                    | od             | do              |
| ---------------- | ------------------------------------ | ------------------------------------------------------- | -------------- | --------------- |
| titulární biskup | Jean de Vienne de Hautefeuille, C.M. | apoštolský vikář Southwestern Chi-Li (Čína)             | 10.8.1915      | 11.4.1946       |
| titulární biskup | Maksimilijan Držecnik                | pomocný biskup Lavantu (Rakousko)                       | 15. září 1946  | 15. června 1960 |
| titulární biskup | Cletus Francis O’Donnell             | pomocný biskup Chicago (USA)                            | 26. října 1960 | 18. února 1967  |
| titulární biskup | Fylymon Kurčaba, C.Ss.R.             | pomocný biskup Lvova (Ukrajina)                         | 16. ledna 1991 | 26. října 1995  |
| titulární biskup | Ján Eugen Kočiš                      | pomocný biskup apoštolského exarchátu v České republice | 24. dubna 2004 | 4. dubna 2019   |
| titulární biskup | Călin Ioan Bot                       | pomocný biskup Lugoje (Rumunsko)                        | 22. ledna 2020 | 15. června 2023 |